# Турнир чемпионок WTA 2014
Garanti Koza WTA Tournament of Champions 2014 — женский профессиональный теннисный турнир, проводимый в 2014 году в шестой и последний раз.
Место проведения — «Арена Армеец», София, Болгария. Сроки проведения: 28 октября — 2 ноября. Не стоит путать этот турнир с главным финалом тура WTA, который проходил в Сингапуре с 20 по 26 октября.

## Общая информация
В турнире принимали участие теннисистки, побеждавшие по ходу сезона на турнирах международной категории, но не прошедшие квалификацию на Финал тура WTA. Всего на турнире сыграли восемь участниц, которые были разбиты на две группы. Спортсменки, занявшие первые два места в своей группе, выходили в полуфинал. В первой полуфинальной паре № 4 посева Андреа Петкович обыграла № 7 посева Гарбинью Мугурусу. Во второй паре № 3 Флавия Пеннетта победила Карлу Суарес Наварро. В решающем матче представительница Германии Петкович смогла одержать победу в трёх сетах. Прошлогодняя победительница соревнований Симона Халеп не участвовала в турнире, так как отобралась на Финал тура WTA.

## Итоговый состав участниц
| поз  | Теннисистка          |
| ---- | -------------------- |
| 1    | Екатерина Макарова   |
| 2    | Доминика Цибулкова   |
| 3/WC | Флавия Пеннетта      |
| 4    | Андреа Петкович      |
| 5    | Карла Суарес Наварро |
| 6    | Ализе Корне          |
| 7    | Гарбинье Мугуруса    |
| 8/WC | Цветана Пиронкова    |
| Alt  | Каролина Плишкова    |
| Alt  | Элина Свитолина      |

## Ход турнира

### Используемые сокращения
- Q (англ. qualifier, дословно — квалифицировавшийся) — победитель квалификационного турнира.
- WC (англ. wild card, уайлд-кард) — специальное приглашение от организаторов.
- LD (англ. last direct acceptance, последний прямой допуск) — игрок, находящийся последним в списке участников, попадающих напрямую в основную сетку.
- LL (англ. lucky loser, лаки-лузер) — игрок с наивысшим рейтингом из проигравших в финальном раунде квалификации, приглашённый в качестве замены поздно снявшегося игрока основной сетки.
- Rt (англ. retired, дословно — снявшийся) — отказ игрока от продолжения игры по ходу матча.
- W/O (англ. walkover, дословно — проход) — выигрыш на невыходе соперника на игру.
- SE (англ. special exempt) — специальный допуск. Используется для игроков, которые удачно сыграли на неделе, предшествовавшей турниру, и потому не могли участвовать в квалификации.
- SR (англ. special rating) — специальный рейтинг. Даётся игроку, получившему травму и выбывшему из тура не менее чем на 6 месяцев и до двух лет. В этом случае его рейтинг на время лечения травмы «замораживается» и затем после возвращения, он имеет право заявляться на несколько турниров (определяется регламентом тура), чтобы попадать на турниры своего уровня.
- PR (англ. protected ranking, дословно — защищённый рейтинг). Используется для допуска в турнир игроков, пропустивших долгое время из-за травмы и опустившихся в рейтинге.
- ALT (англ. alternate) — альтернативный игрок в сетке (замена кого-то из поздно снявшихся с турнира).
- S (англ. suspended, дословно — отложен) — матч приостановлен из-за дождя или темноты.
- D (англ. defaulted) — один из спортсменов снят с турнира за неспортивное поведение.

### Финальные раунды
|  | Полуфиналы | Полуфиналы           | Полуфиналы           | Полуфиналы           | Полуфиналы           | Полуфиналы           | Полуфиналы           | Полуфиналы           | Полуфиналы | Полуфиналы |   |                 | Финал           | Финал           | Финал           | Финал           | Финал           | Финал           | Финал           | Финал | Финал | Финал |
|  |            |                      |                      |                      |                      |                      |                      |                      |            |            |   |                 |                 |                 |                 |                 |                 |                 |                 |       |       |       |
|  | 7          | Гарбинье Мугуруса    | Гарбинье Мугуруса    | Гарбинье Мугуруса    | Гарбинье Мугуруса    | Гарбинье Мугуруса    | Гарбинье Мугуруса    | Гарбинье Мугуруса    | 1          | 4          |   |                 |                 |                 |                 |                 |                 |                 |                 |       |       |       |
|  | 7          | Гарбинье Мугуруса    | Гарбинье Мугуруса    | Гарбинье Мугуруса    | Гарбинье Мугуруса    | Гарбинье Мугуруса    | Гарбинье Мугуруса    | Гарбинье Мугуруса    | 1          | 4          |   |                 |                 |                 |                 |                 |                 |                 |                 |       |       |       |
|  | 4          | Андреа Петкович      | Андреа Петкович      | Андреа Петкович      | Андреа Петкович      | Андреа Петкович      | Андреа Петкович      | Андреа Петкович      | 6          | 6          |   |                 |                 |                 |                 |                 |                 |                 |                 |       |       |       |
|  |            |                      |                      |                      |                      |                      |                      |                      |            |            | 4 | Андреа Петкович | Андреа Петкович | Андреа Петкович | Андреа Петкович | Андреа Петкович | Андреа Петкович | 1               | 6               | 6     |       |       |
|  |            |                      |                      |                      |                      |                      |                      |                      |            |            | 4 | Андреа Петкович | Андреа Петкович | Андреа Петкович | Андреа Петкович | Андреа Петкович | Андреа Петкович | 1               | 6               | 6     |       |       |
|  |            |                      |                      |                      |                      |                      |                      |                      |            |            |   |                 | 3/WC            | Флавия Пеннетта | Флавия Пеннетта | Флавия Пеннетта | Флавия Пеннетта | Флавия Пеннетта | Флавия Пеннетта | 6     | 4     | 3     |
|  | 5          | Карла Суарес Наварро | Карла Суарес Наварро | Карла Суарес Наварро | Карла Суарес Наварро | Карла Суарес Наварро | Карла Суарес Наварро | Карла Суарес Наварро | 4          | 2          |   |                 | 3/WC            | Флавия Пеннетта | Флавия Пеннетта | Флавия Пеннетта | Флавия Пеннетта | Флавия Пеннетта | Флавия Пеннетта | 6     | 4     | 3     |
|  | 5          | Карла Суарес Наварро | Карла Суарес Наварро | Карла Суарес Наварро | Карла Суарес Наварро | Карла Суарес Наварро | Карла Суарес Наварро | Карла Суарес Наварро | 4          | 2          |   |                 |                 |                 |                 |                 |                 |                 |                 |       |       |       |
|  | 3/WC       | Флавия Пеннетта      | Флавия Пеннетта      | Флавия Пеннетта      | Флавия Пеннетта      | Флавия Пеннетта      | Флавия Пеннетта      | Флавия Пеннетта      | 6          | 6          |   |                 |                 |                 |                 |                 |                 |                 |                 |       |       |       |
|  | 3/WC       | Флавия Пеннетта      | Флавия Пеннетта      | Флавия Пеннетта      | Флавия Пеннетта      | Флавия Пеннетта      | Флавия Пеннетта      | Флавия Пеннетта      | 6          | 6          |   |                 |                 |                 |                 |                 |                 |                 |                 |       |       |       |
|  |            |                      |                      |                      |                      |                      |                      |                      |            |            |   |                 |                 |                 |                 |                 |                 |                 |                 |       |       |       |

### Групповой раунд
Золотистым выделены игроки, занявшие первые два места в своих группах.

#### Группа Сердика[1]
| Посев | Теннисистка                          | Макарова Плишкова | Пеннетта      | Корне    | Мугуруса      | Матчи   | Сеты    | Геймы     | Место |
| ----- | ------------------------------------ | ----------------- | ------------- | -------- | ------------- | ------- | ------- | --------- | ----- |
| 1 Alt | Екатерина Макарова Каролина Плишкова |                   | 1–6, 3–6      | 1–6, 4–6 | 2–6, 1–6      | 0-2 0-1 | 0-4 0-2 | 8-24 4-12 | X 4   |
| 3/WC  | Флавия Пеннетта                      | 6–1, 6–3          |               | 6–1, 6–2 | 6–0, 1–6, 1–6 | 2-1     | 5-2     | 32-19     | 2     |
| 6     | Ализе Корне                          | 6–1, 6–4          | 1–6, 2–6      |          | 3–6, 5–7      | 1-2     | 2-4     | 23-30     | 3     |
| 7     | Гарбинье Мугуруса                    | 6–2, 6–1          | 0–6, 6–1, 6–1 | 6–3, 7–5 |               | 3-0     | 6-1     | 37-19     | 1     |

#### Группа Средец
| Посев | Теннисистка          | Цибулкова   | Петкович | Суарес      | Пиронкова   | Матчи | Сеты | Геймы | Место |
| ----- | -------------------- | ----------- | -------- | ----------- | ----------- | ----- | ---- | ----- | ----- |
| 2     | Доминика Цибулкова   |             | 5–7, 3–6 | 7–5, 6–4    | 6–3, 7–6(6) | 2-1   | 4-2  | 34-31 | 3     |
| 4     | Андреа Петкович      | 7–5, 6–3    |          | 0–6, 4–6    | 7–5, 6–2    | 2-1   | 4-2  | 30-27 | 2     |
| 5     | Карла Суарес Наварро | 5–7, 4–6    | 6–0, 6–4 |             | 7–6(2), 6–1 | 2-1   | 4-2  | 34-24 | 1     |
| 8/WC  | Цветана Пиронкова    | 3–6, 6–7(6) | 5–7, 2–6 | 6–7(2), 1–6 |             | 0-3   | 0-6  | 23-39 | 4     |

Примечание: При равенстве числа побед выше стоит спортсменка, имеющая лучшее соотношение выигранных/проигранных сетов.